# Геворг V Тпхисеци Суренянц
Геворг Суренянц Тпхисеци (арм. Գևորգ Ե Սուրենյանց Տփղիսեցի; 28 августа (9 сентября) 1847, Тифлис — 8 мая 1930). Начальное образование получил в школе Карапета Белахяна, затем учился в пансионе Давида Арзамяна, изучая иностранные языки. В 1868 году окончил первую классическую гимназию родного города. Уехал в Эчмиадзин, рукоположен в дьяконы и назначен преподавателем всеобщей истории, географии и арифметики в школе Жарангаворац Святого Престола. Преемник Маттеоса II Измирляна. Он также сделал обращение солдатам армянской армии, однако это обращение не дошло до нас полностью.

## Биография
Учился в Тифлисской гимназии (1865—1868 годы) и в 1872 году стал вардапетом, в 1882 году стал епископом, а в 1874 году стал учителем Эчмиадзинской духовной семинарии, в 1875 году он был архимандритом (вардапетом) епархии Арцаха и инспектор приходской школы. В 1877 году назначен настоятелем монастыря Святого Товмы (в Верхн. Агулисах). В 1878 году стал главой Александропольской епархии. В 1881 году был назначен заместителем главы Ереванской епархии.В 1886 году стал главой Астраханской епархии. В 1894 -1904  годах, в течение десяти лет   - предводитель армянской епархии в Грузии. В 1907  избирается местоблюстителем католикоса, а в 1911 году - Католикосом Всех Армян. В 1912 году, когда армянский вопрос стоял наиболее остро, католикос Геворг V своим Кондаком  (указом) учредил Национальную делегацию (во главе с Погосом Нубаром),перед которой ставилась  задача продвижения и защиты интересов  армян  Османской империи в государствах Европы. При нём были возведены в епархиях новые церкви, новые школы, построена конгрегация армянских священников Тбилиси. Он спонсировал Макара Екмаляна и представил литургию из четырёх частей, которую он развил в церкви.
В период Геноцида армян и в последующие годы Армянская церковь, наряду с общественными организациями, оказывало большую помощь армянским беженцам. 28 декабря 1914 года Геворг V под прямым своим предводительством учредил  Комитет  братской  помощи, который организовывал и координировал  процесс оказания помощи  раненным армянским добровольцам и тысячам армянских беженцев. Этот Комитет также создал филиалы в Ереване, Александрополе, Тифлисе, Петрограде, Москве и в других населенных пунктах. В мае 1918 года Католикос Геворг V сыграл значительную роль в  героической борьбе против турецких захватчиков. Во время Сардарапатской битвы, несмотря на протесты генералов, свита Католикоса Всех Армян и Геворг V Суренянц твердо решили не покидать Первопрестольный Св. Эчмиадзин. 20 мая 1918 года Его Святейшество  Геворг V обратился с Воззванием к армянскому народу, воодушествляя его оказать  самоотверженое  сопротивление наступающим османским 
войскам. Благодаря консолидированным действиям духовенства во главе с Геворгом V, армянскому воинству и другим слоям армянского народа, армянской армии удалось  нанести в битве при Сардарапате  поражение наступающей на Ереван османской  группе войск. После установления Советской власти в Армении, католикос проявил определённую  лояльность к новым властям и обратился ко всем армянам содействовать в патриотическом деле восстановления  родины. 28 декабря 2017 года была опубликована книга Католикос Всех Армян Геворг V Суренянц. К 170-летию.

## Галерея

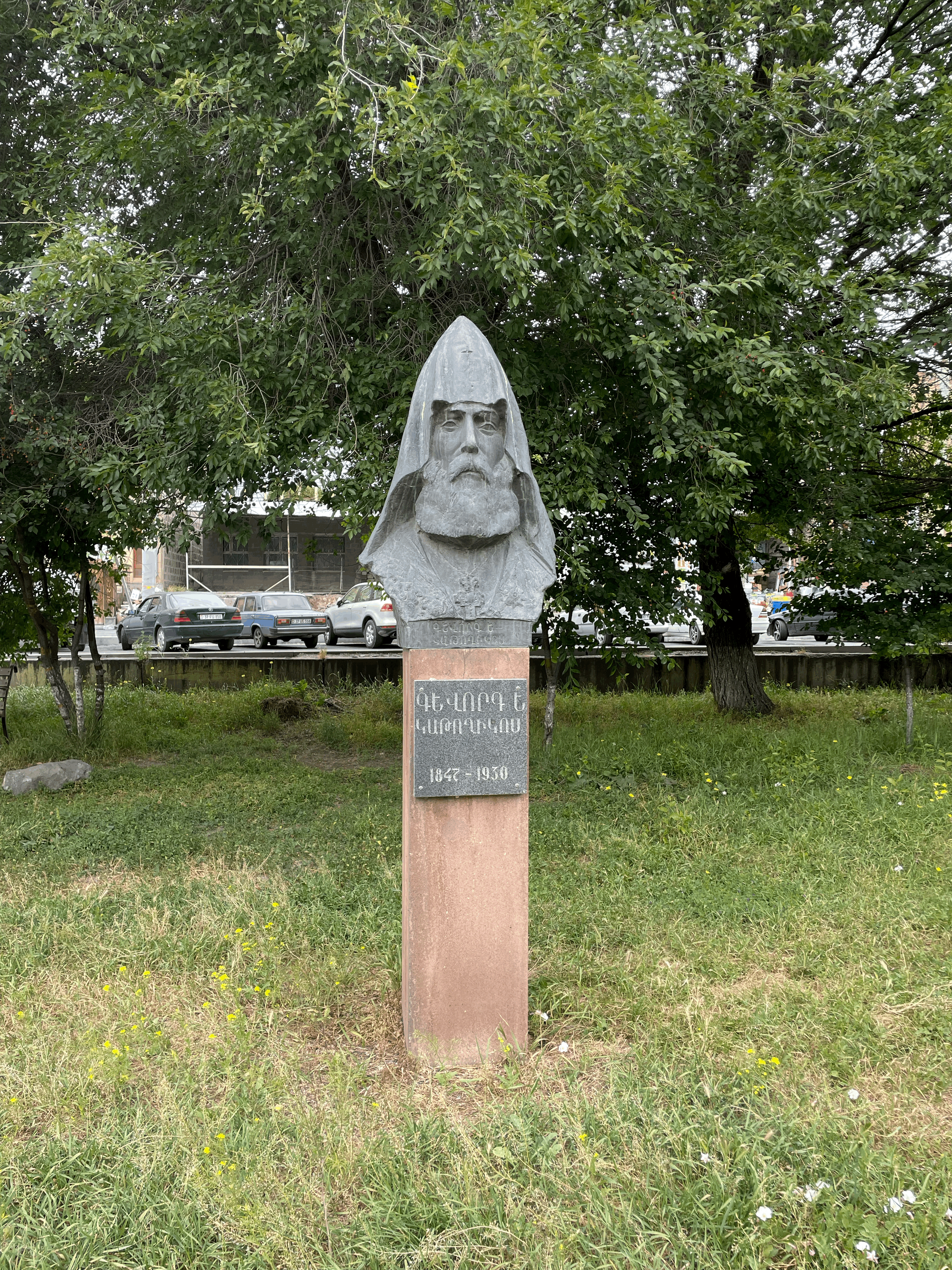
Бюст в Гюмри
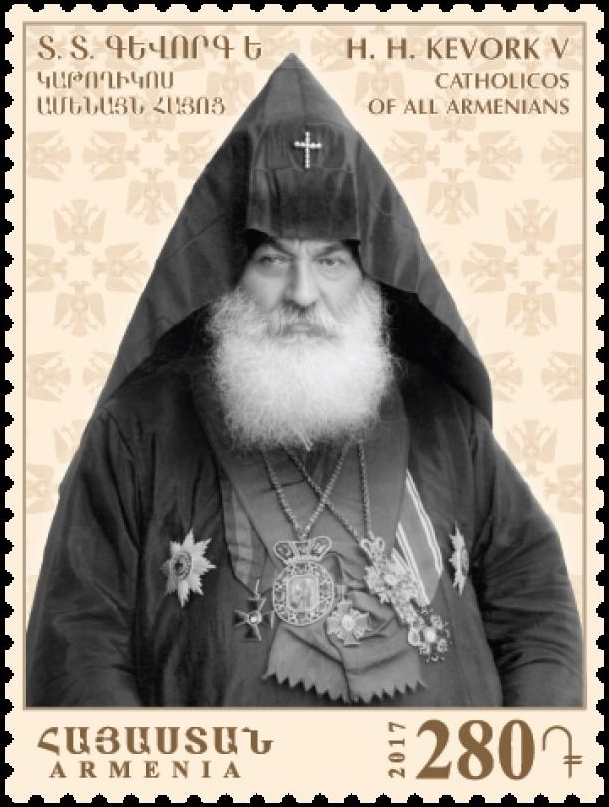
Геворг V на марке Армении 2017 года
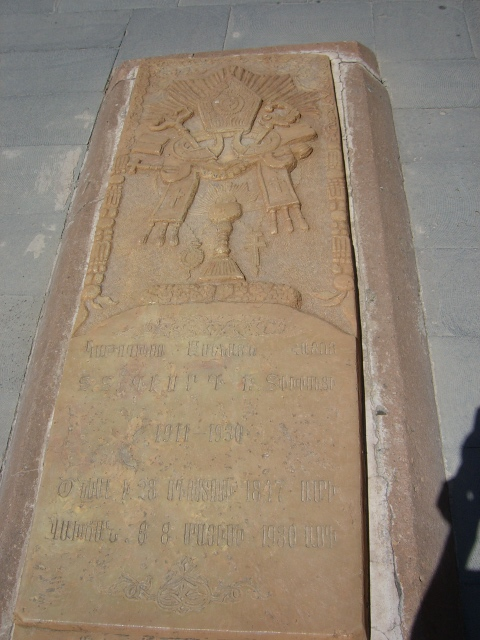
Могила Геворга V